# Нижньо-Курейська ГЕС
Нижньо-Курейська гідроелектростанція — проектована ГЕС на річці Курейка, в Туруханському районі Красноярського краю, Росія.

## Загальні відомості
Нижньо-Курейська ГЕС є контррегулятором вищерозташованої Курейської ГЕС. Гребля ГЕС — за 62 км від гирла річки, за 110 км від м. Ігарка, за 300 км від м. Норильська та за 110 км від сел. Туруханськ. Найближчим населеним пунктом є селище Світлогорськ. Склад споруд ГЕС:
- кам'яно-земляна гребля;
- станційний вузол (підвідний канал, будівля ГЕС і відвідний канал);
- водоскидна споруда (підвідний канал, бетонна водозливна гребля, водобійні колодязь, відвідний канал).

Проектовані потужність ГЕС — 150 МВт, середньорічне вироблення — 906 млн кВт · год . У будівлі ГЕС мають бути встановлені два гідроагрегати потужністю по 75 МВт. Гребля ГЕС має утворити Нижньо-Курейське водосховище площею 26,16 км², повним об'ємом 0,275 км³, корисним об'ємом 0,0054 км ³. Нормальний підпірний рівень (НПР) 29,5 м. При цьому затопленню підлягає 1478 га лісу і чагарників.
Завдання ГЕС — енергопостачання с. Туруханськ, перспективних проектів видобутку корисних копалин, а також будмайданчика Евенкійської ГЕС (у разі прийняття рішення про реалізацію даного проекту).
Оператор проекту —ВАТ «РусГідро», проектувальник — інститут «Ленгідропроект». Вартість проекту оцінюється в 14 млрд руб

## Економічне значення
Будівництво Нижньо-Курейської ГЕС дозволить вирішити такі завдання:
- забезпечити електроенергією дефіцитні регіони Туруханського району Красноярського краю;
- підвищити надійність електропостачання;
- стримувати зростання цін на електроенергію;
- з'являться нові робочі місця, замовлення для крайових підприємств, що виробляють цемент та будматеріали, для дорожньо-будівельних організацій тощо;

## Ресурси Інтернету
- Попередня оцінка впливу на навколишнє середовище Нижньо-Курейської ГЕС на річку Курейка [Архівовано 2 жовтня 2013 у Wayback Machine.](рос.)
- Новини [Архівовано 2 жовтня 2013 у Wayback Machine.] по Нижньо-Курейській ГЕС (рос.)
- Нижньо-Курейська ГЕС: історія проекту [Архівовано 2 жовтня 2013 у Wayback Machine.] (рос.)